# یوگنی میشاکوف
یوگنی میشاکوف (روسی: Евгений Дмитриевич Мишаков؛ ۲۲ فوریهٔ ۱۹۴۱ – ۳۰ مهٔ ۲۰۰۷) بازیکن هاکی روی یخ اهل اتحاد جماهیر شوروی سوسیالیستی بود.